# المتحدة للخدمات الإعلامية
المتحدة للخدمات الإعلامية، هي شركة مصرية تعمل في مجال الخدمات الإعلامية والدعاية والإعلان، أنشأت الشركة عام 2016 وذلك نتيجة اندماج شركتي إعلام المصريين ودي ميديا.

## قنوات تلفزيونية

### قنوات دي إم سي (DMC)
- دي إم سي (DMC)
- دي إم سي دراما (DMC Drama)

### شبكة تلفزيون الحياة
- الحياة
- الحياة دراما (الحياة مسلسلات سابقًا)

### قنوات سي بي سي (CBC)
- سي بي سي (CBC)
- سي بي سي دراما (CBC Drama)
- سي بي سي سفرة (CBC Sofra)

### قنوات أون (ON)
- قناة أون (ON)
- أون دراما (ON Drama)
- أون سبورت (ON Sport)
- أون سبورت 2 (ON Sport 2)
- أون سبورت إف إم (ON Sport FM)[9]

### القنوات الإخبارية
- القاهرة الإخبارية
- إكسترا نيوز (Extra News)
- إكسترا لايف (Extra Live)

### القنوات الدينية
- مصر قرآن كريم
- قناة الناس[10]

### قنوات أخرى
- قناة الوثائقية
- قناة المحور
- تطوير القناة الأولى والفضائية المصرية في التليفزيون المصري
- قناة الأهلي
- قناة الزمالك[11]

## محطات الراديو
- شبكة راديو النيل
  - ميجا إف إم (Mega FM 92.7)
  - نغم إف إم (Nagham FM 105.3)
  - شعبي إف إم (Shabi FM 95.0)
  - راديو هيتس (Radio Hits 88.2)
- الراديو 9090 (El Radio 9090)[12]

## منصة واتش إت
واتش إت هي منصة بث فيديو رقمي مصريّة تابعة لشركة المتحدة للخدمات الإعلامية أُنشئت في عام 2019 تزامناً مع شهر رمضان عام 1440 هجرياً، وتمّ إنشاء المنصة لعرض الأعمال الفنية المصرية الكلاسيكية والأفلام ومسلسلات رمضان.

## مؤسسات صحفية ومواقع إخبارية
- اليوم السابع
- الوطن
- الدستور
- الأسبوع
- مبتدأ
- زاجل
- بيزنس توداي مصر (Business Today Egypt)
- إيجيبت توداي (Egypt Today)
- أموال الغد
- دوت مصر
- صوت الأمة
- كورة بلس (Kora Plus)[15]

## شركات إنتاج وتوزيع سينمائي ودرامي
- سينرجي (Synergy)
- سينرجي فيلم (Synergy Film)
- ميديا هب (Media Hub)
- دي إس بلس (DS+)
- المتحدة ستوديوز (United Studios)
- المتحدة للانتاج الفني (United Media Production)[16]

## شركات إعلانات وعلاقات عامة
- سينرجي (Synergy)
- بي أو دي (POD)
- ميديا هب (Media Hub)
- وكالة الأخبار العربية Arab News Agency (ANA)
- هاشتاج جروب (Hashtag Group)
- بي إنتراكتيف (Bee Interactive)
- وكالة إكسلانت (Exlnt Agency)
- وكالة إنجريدينتس (Ingredients Agency)
- إيجيبشان أوت دور (Egyptian Outdoor)
- كليكس إيجيبت (Clicks Egypt)[17][18]

## شركات الحقوق الرياضية وتطوير الاستادات
- المتحدة للرياضة (Sports United)
- إستادات القابضة (Estadat)
- تذكرتي (Tazkarti)[18][19]

## رؤساء الشركة
- تامر مرسي
- حسن عبد الله
- أشرف سلمان.[20]
- طارق نور[21][22][23]

## وصلات خارجية
- الموقع الرسمي